# Primera División 1956 (Argentina)
La Primera División 1956 è stata la ventiseiesima edizione del massimo torneo calcistico argentino e la ventiseiesima ad essere disputata con la formula del girone unico.

## Classifica
| Pos | Club                        | G  | V  | N  | S  | GF | GS | P  |
| 1   | River Plate                 | 30 | 17 | 9  | 4  | 61 | 32 | 43 |
| 2   | Lanús                       | 30 | 15 | 11 | 4  | 59 | 37 | 41 |
| 3   | Boca Juniors                | 30 | 16 | 8  | 6  | 56 | 39 | 40 |
| 4   | Racing Club de Avellaneda   | 30 | 14 | 11 | 5  | 53 | 32 | 39 |
| 5   | Vélez Sársfield             | 30 | 13 | 11 | 6  | 48 | 44 | 37 |
| 6   | Rosario Central             | 30 | 11 | 8  | 11 | 49 | 46 | 30 |
| 6   | Independiente               | 30 | 12 | 6  | 12 | 44 | 42 | 30 |
| 8   | San Lorenzo de Almagro      | 30 | 11 | 7  | 12 | 41 | 45 | 29 |
| 9   | Ferro Carril Oeste          | 30 | 10 | 7  | 13 | 44 | 49 | 27 |
| 10  | Newell's Old Boys           | 30 | 9  | 8  | 13 | 44 | 48 | 26 |
| 10  | Gimnasia y Esgrima La Plata | 30 | 7  | 12 | 11 | 50 | 59 | 26 |
| 12  | Estudiantes de La Plata     | 30 | 7  | 9  | 14 | 38 | 46 | 23 |
| 12  | Huracán                     | 30 | 7  | 9  | 14 | 45 | 59 | 23 |
| 14  | Argentinos Juniors          | 30 | 7  | 8  | 15 | 45 | 60 | 22 |
| 14  | Tigre                       | 30 | 7  | 8  | 15 | 44 | 61 | 22 |
| 14  | Chacarita Juniors           | 30 | 7  | 8  | 15 | 32 | 54 | 22 |

### Classifica marcatori
|  | Gol | Marcatore           | Squadra         |  |
|  | --- | ------------------- | --------------- |  |
|  | 17  | Juan Alberto Castro | Rosario Central |  |
|  | 17  | Ernesto Grillo      | Independiente   |  |
|  |     |                     |                 |  |